# Бензонија (Мичиген)
Бензонија (енгл. Benzonia) град је у америчкој савезној држави Мичиген.

## Демографија
По попису из 2010. године број становника је 497, што је 22 (-4,2%) становника мање него 2000. године.
| Група             | 2000.       | 2010.       |
| Белци             | 477 (91,9%) | 446 (89,7%) |
| Афроамериканци    | 2 (0,4%)    | 6 (1,2%)    |
| Азијати           | 2 (0,4%)    | 0 (0,0%)    |
| Хиспаноамериканци | 15 (2,9%)   | 31 (6,2%)   |
| Укупно            | 519         | 497         |